# Arkansaw (Wisconsin)
Arkansaw – jednostka osadnicza w hrabstwie Pepin, w stanie Wisconsin. W miejscowości mieszka około 300 osób.